# 小島Akira
小島 あきら（こじま あきら、12月14日 - ）是日本漫畫家、漫畫原作、插畫家。出生於茨城縣。知名於漫畫我們的仙境。在其第一集形塑自己形像為黑色正方體，日程表為工作，睡覺，不斷重複下去。

## 外部連結
作者網站